# Barbara
Barbara ist ein weiblicher Vorname, selten auch Familienname.

## Herkunft und Bedeutung des Namens
Das Wort Barbara ist ein lautmalerisches Wort für die Barbaren, sprich die Fremden, welche für die Griechen unverständliche Worte und Laute benutzten, gleich einem Brabbeln: Brabrabrabara. Das griechische Wort heißt auf Deutsch „die Fremde“, das lateinische barbarus bedeutet entsprechend „fremd, ausländisch, wild“. Der Begriff geht auf das Sanskrit-Wort barbarāh (Plural) ‚Stammler, Laller‘ zur Bezeichnung fremdartiger Völker zurück (siehe: Barbar). Zur Verbreitung des Namens hat die Verehrung der heiligen Barbara beigetragen.

## Verbreitung
Im ausgehenden 19. Jahrhundert war der Name Barbara mäßig beliebt in Deutschland. Seine Popularität steigerte sich ab Ende der 1920er Jahre. Ende der 1940er und Anfang der 1950er Jahre gehörte der Name in einigen Jahrgängen zu den zehn am häufigsten vergebenen weiblichen Vornamen. Danach nahm die Beliebtheit des Namens wieder ab.

## Varianten
| - Baabe, Bäbi (alemannisch, schweizerdeutsch) - Babette (französische Verkleinerungsform) - Babis (tschechisch) - Bäerbel (luxemburgisch) - Bairbre (irisch) - Barba (bretonisch) - Bárbara (portugiesisch, spanisch) - Barbe (französisch) - Barbė (litauisch) - Bärbel, seltener Bärbl (deutsche Kurzform) | - Barbie (englische Kurzform) - Barbla (rätoromanisch) - Barbora (litauisch, slowakisch, tschechisch) - Barbra (englische Nebenform) - Barbro (schwedische Nebenform) - Basia (polnische Kurzform, ['baɕa]) - Borbála (ungarisch) - Borbora (obersorbisch, ['bɔʀbɔʀa]) - Rabab (arabisch) - Varvara, Warwara (Βαρβάρα im griechischen Alphabet, Варвара im kyrillischen Alphabet) (griechisch, russisch, ukrainisch, belarussisch) |

Weitere:
Baba, Babe, Babi, Babina, Babra, Babs, Bäbs, Babschi, Babsi, Bäbsi, Babsili, Babsl, Babsy, Baby, Bacha, Baha, Bar, Barb, Barbarella, Barbarina, Barbarita, Barbel, Barbet(h)a, Barbi, Bärbi, Bärbla, Barby, Bari, Bobbel, Bobbie, Bobsi, Wara, Wawa, Wetl, Wetty, Barbossa, Bimbolina, Baronella

## Namenstag
4. Dezember, „Barbaratag“

## Bekannte Namensträgerinnen

### Vorname

#### Barbara
- Barbara von Nikomedien (fl. 3. Jh.), Heilige, Schutzpatronin unter anderem der Bergleute, der Artillerie und des THW
- Barbara von Absberg (fl. 15. Jh.), Äbtissin von Obermünster
- Barbara von Polen (1478–1534), polnische Prinzessin, Herzogin von Sachsen
- Maria Barbara de Bragança (1711–1758), portugiesische Infantin und Königin von Spanien

##### A
- Barbara Akdeniz (* um 1960), deutsche Sozialpädagogin und Kommunalpolitikerin
- Barbara Aland (1937–2024), deutsche Theologin
- Barbara Askins (* 1939), US-amerikanische Chemikerin
- Barbara Auer (* 1959), deutsche Schauspielerin

##### B
- Barbara Bär (* 1957), Schweizer Politikerin
- Barbara Becker (* 1966), deutsche Unternehmerin, Schmuck- und Modedesignerin, Buchautorin sowie Fernsehschauspielerin
- Barbara Bloom (* 1951), US-amerikanische Künstlerin
- Barbara Bronnen (1938–2019), deutsche Schriftstellerin
- Barbara Büchner (* 1950), österreichische Schriftstellerin
- Barbara Budrich (* 1965), deutsche Verlegerin
- Barbara Bush (1925–2018), US-amerikanische First Lady

##### C
- Barbara Carrera (* 1945), US-amerikanische Schauspielerin

##### D
- Barbara Dalibard (* 1958), französische Ingenieurin und Wirtschaftsführerin
- Barbara Dennerlein (* 1964), deutsche Jazzmusikerin
- Barbara Dex (* 1974), belgische Sängerin

##### E
- Barbara Eden (* 1931), US-amerikanische Schauspielerin
- Barbara Eligmann (* 1963), deutsche Moderatorin

##### F
- Barbara Focke (* 1945), deutsche Schauspielerin und Regisseurin
- Barbara Frey (* 1941), deutsche Schauspielerin
- Barbara Frey (* 1955), deutsche Schauspielerin
- Barbara Frey (* 1963), Schweizer Theaterregisseurin

##### G
- Barbara Gilbert (* vor 1978), US-amerikanische Opernsängerin
- Barbara Gruber (* 1977), deutsche Skibergsteigerin

##### H
- Barbara Hahlweg (* 1968), deutsche Journalistin und Moderatorin
- Barbara Hale (1922–2017), US-amerikanische Schauspielerin
- Barbara Handler (* 1941), Tochter der Mattel-Gründer und Namenspatronin der Barbie
- Barbara Hannigan (* 1971), kanadische Sopranistin und Dirigentin
- Barbara Hendricks (* 1948), US-amerikanisch-schwedische Sängerin (Sopran)
- Barbara Hendricks (* 1952), deutsche Politikerin (SPD)
- Barbara Henneberger (1940–1964), deutsche Skirennläuferin

##### K
- Barbara Karlich (* 1969), österreichische Fernsehmoderatorin
- Barbara Kapusta (* 1983), österreichische bildende Künstlerin und Schriftstellerin
- Barbara Kellerbauer (* 1943), deutsche Chansonsängerin
- Barbara Klemm (* 1939), deutsche Fotografin
- Barbara Klepsch (* 1965), deutsche Politikerin (CDU)
- Barbara König (1925–2011), deutsche Schriftstellerin
- Barbara Krupp (* 1947), österreichische Architektin

##### L
- Barbara Laage, eigentlich Claire Colombat (1920–1988), französische Schauspielerin
- Barbara Lange (* 1956), deutsche Kunsthistorikerin und Hochschullehrerin
- Barbara Leibssle-Balogh (* 1985), ungarische Handballspielerin
- Barbara Lenz (* 1955), deutsche Verkehrsforscherin und Hochschullehrerin
- Barbara Lenz (* 1965), deutsche Architektin und Künstlerin
- Barbara Lierheimer († 1590), Opfer der Nördlinger Hexenverfolgung
- Barbara Lissarrague (* 1966), französisch-Schweizer Distanzreiterin, Züchterin und Trainerin

##### M
- Barbara March (1953–2019), kanadische Schauspielerin
- Barbara Masekela (* 1941), südafrikanische Politikerin
- Barbara Massing (1960–2017), deutsche Kapitänin
- Barbara May (* 1961), österreichische Schauspielerin und -pädagogin
- Barbara Mayen (* 1956), deutsche Juristin, Richterin am Bundesgerichtshof
- Barbara McClintock (1902–1992), US-amerikanische Botanikerin und Genetikerin
- Barbara Meier (* 1986), deutsches Mannequin und Fotomodell
- Barbara Mez-Starck (1924–2001), deutsche Chemikerin und Stiftungsgeberin
- Barbara Moore (1932–2021), britische Sängerin und Arrangeurin

##### N
- Barbara Neuhaus (1924–2007), deutsche Schriftstellerin
- Barbara Niedernhuber (* 1974), deutsche Rodlerin
- Barbara Noack (1924–2022), deutsche Schriftstellerin
- Barbara Nowacka (* 1975), polnische Politikerin und Feministin

##### P
- Barbara Philipp (* 1965), deutsche Schauspielerin und Hörspielsprecherin
- Barbara Prainsack (* 1975), österreichische Politikwissenschaftlerin und Universitätsprofessorin
- Barbara Prammer (1954–2014), österreichische Politikerin

##### R
- Barbara Rittner (* 1973), deutsche Tennisspielerin
- Barbara Rudnik (1958–2009), deutsche Schauspielerin
- Barbara Ruscher (* 1969), deutsche Kabarettistin und Autorin
- Barbara Rütting (1927–2020), deutsche Schauspielerin, Autorin und Politikerin

##### S
- Barbara Salesch (* 1950), deutsche Juristin
- Barbara Schett (* 1976), österreichische Tennisspielerin
- Barbara Schlag (* 1951), deutsche Politikerin (ZoB)
- Barbara Schöne (* 1947), deutsche Schauspielerin
- Barbara Schöneberger (* 1974), deutsche Moderatorin
- Barbara Skuhala (* 1996), slowenische Schachspielerin
- Barbara Sommer (* 1948), deutsche Politikerin
- Barbara Sotelsek (* 1974), österreichische Schauspielerin
- Barbara Stamm (1944–2022), deutsche Politikerin (CSU)
- Barbara Stanwyck (1907–1990), US-amerikanische Schauspielerin
- Barbara Staudinger (* 1973), österreichische Historikerin und Museumsleiterin
- Barbara Steffens (* 1962), deutsche Politikerin
- Barbara Stöckl (* 1963), österreichische Fernsehmoderatorin
- Barbara Stollberg-Rilinger (* 1955), deutsche Historikerin, Hochschullehrerin
- Barbara Strozzi (1619–1677), italienische Sängerin und Komponistin
- Barbara Stühlmeyer (* 1964), deutsche Autorin und Wissenschaftlerin
- Barbara Sutton Curtis (1930–2019), US-amerikanische Jazzpianistin

##### T
- Barbara Thalheim (* 1947), deutsche Sängerin und Liedermacherin

##### U
- Barbara Uthmann (1514–1575), deutsche Unternehmerin

##### V
- Barbara Valentin (1940–2002), österreichische Schauspielerin

##### W
- Barbara Wagner (* 1938), kanadische Eiskunstläuferin
- Barbara Weber (* 1975), Schweizer Theaterregisseurin und Intendantin
- Barbara Wussow (* 1961), österreichische Schauspielerin

#### Bárbara
- Bárbara Arenhart (* 1986), brasilianische Handballspielerin
- Bárbara Bonola (* 1987), mexikanische Triathletin
- Bárbara Buenahora (* 1977), argentinische Triathletin, Ironman-Siegerin 2003
- Bárbara Camblor (* 1994), spanische Leichtathletin (Sprint)
- Bárbara Dührkop Dührkop (* 1945), spanische Politikerin der Sozialistischen Arbeiterpartei (PSOE)
- Bárbara Elorrieta (* 1978), spanische Schauspielerin
- Bárbara Franco (* 1974), spanische Schwimmerin
- Bárbara Guimarães (* 1973), portugiesische Fernsehmoderatorin
- Bárbara Hechavarría (* 1966), kubanische Diskuswerferin
- Bárbara Jacobs (* 1947), mexikanische Schriftstellerin
- Bárbara Lennie (* 1984), spanische Schauspielerin und Goya-Preisträgerin
- Bárbara Leôncio (* 1991), brasilianische Leichtathletin (Sprint)
- Bárbara Micheline do Monte Barbosa (* 1988), brasilianische Fußballtorhüterin
- Bárbara Mori (* 1978), uruguayisch-mexikanische Schauspielerin und Model
- Bárbara Rey (* 1950), spanische Fernsehmoderatorin und Schauspielerin
- Bárbara Riveros Díaz (* 1987), chilenische Triathletin
- Bárbara Santos (* 1963), brasilianische Autorin, Schauspielerin und Filmschaffende
- Bárbara Seixas (* 1987), brasilianische Beachvolleyballspielerin
- Bárbara Virgínia (1923–2015), portugiesische Schauspielerin, Hörfunksprecherin und Filmregisseurin

#### Barbra
- Barbra Banda (* 2000), sambische Fußballspielerin und ehemalige Boxerin
- Barbra Fontana (* 1965), US-amerikanische Beachvolleyballspielerin
- Barbra Lica (* 1988), kanadische Jazzsängerin und Songwriterin
- Barbra Ring (1870–1955), norwegische Schriftstellerin und Literaturkritikerin
- Barbra Streisand (* 1942), US-amerikanische Sängerin und Schauspielerin

### Familienname
- Agatha Barbara (1923–2002), maltesische Politikerin
- Bernard Barbara (* 1942), französischer Experimentalphysiker
- Charles Barbara (1817–1866), französischer Schriftsteller
- Emanuel Barbara (1949–2018), maltesischer Geistlicher, Bischof von Malindi in Kenia
- Etienne Barbara (* 1982), maltesischer Fußballspieler
- Joan La Barbara (* 1947), amerikanische Sängerin und Komponistin
- Joseph Barbara (1905–1959), italienisch-amerikanischer Mobster
- Paola Barbara (1912–1989), italienische Schauspielerin
- Serge Barbara (* 1973), französischer Radrennfahrer

### Künstlername
- Ana Bárbara (* 1971), mexikanische Sängerin, Schauspielerin und Model
- Barbara (1930–1997), französische Chanson-Sängerin und -Komponistin
- Barbara, deutsche Streetart- und Aktionskünstlerin

### Fiktive Namensträgerinnen
- Barbara, Gedicht von Jacques Prévert
- Barbara, Nebenfigur aus dem Animationsfilm Findet Nemo
- Barbara, Protagonistin aus dem Märchenfilm Die drei Federn
- Barbara Blocksberg, die Mutter von Bibi Blocksberg
- Barbara Millicent Roberts alias Barbie
- Barbarella, Science-Fiction-Heldin aus dem gleichnamigen Comic Barbarella
- Barbarella, erste deutsche Hybridrakete
- Warwara, Hauptfigur aus dem russischen Märchenfilm Die schöne Warwara

### Schiffsnamen
- Barbara (1908): Die zwischen England und den Niederlanden verkehrende britische Fähre hieß zunächst Munich, dann St. Denis. Sie wurde 1940 von der Wehrmacht und auch nach dem Zweiten Weltkrieg als Wohnschiff Barbara genutzt.
- Barbara (1915): Das Schiff diente zuerst als britischer Minensucher Zinnia im Ersten Weltkrieg, anschließend als Fischereischutzschiff in Belgien und wurde nach der Beschlagnahme durch die Deutschen 1940 zum Flakschulschiff Barbara umgebaut.
- Barbara (1926): Die Barbara war ein 1926 gebautes deutsches Frachtschiff und das zweite Schiff, das mit Flettner-Rotoren ausgerüstet wurde.